# NGC 7031
NGC 7031 (другое обозначение — OCL 210) — рассеянное скопление в созвездии Лебедь.
Этот объект входит в число перечисленных в оригинальной редакции «Нового общего каталога».